# Politický režim

Státy světa podle politických režimů – formy vlády
republiky
prezidentská republika
prezidentská republika založená na parlamentarismu
poloprezidentská republika
republika s parlamentním systémem
republika s vládou jedné strany, nebo dominantní strany
monarchie
konstituční monarchie založená na parlamentarismu, v níž monarcha nedrží výkonnou moc
konstituční monarchie, v níž monarcha vládne obvykle se slabým parlamentem
absolutní monarchie
diktatury
režimy, v nichž jsou pozastaveny ústavní články vztahující se k vládě (vojenská diktatura)
další
státy nespadající do žádného předchozího režimu

Politický režim (francouzsky régime – vláda) jako forma vlády představuje normativní subsystém politického systému. Zahrnuje v sobě všechny principy, pravidla a autority politického dění a také jejich průběh vzniku, vzájemné vztahy i samotný proces jejich fungování.

## Politická norma
Politický režim je definován obsahem politických norem, které vytvářejí jeho charakter. Takové normy nastavují závazná pravidla a mantinely politického jednání, co je dovoleno a zakázáno, a to pro každého hráče politické hry.
Politická norma určuje:
- „získávání politické moci,“
- „organizaci politické rivality,“
- „struktury nejvyšších orgánů státní moci,“
- „dělbu moci,“
- „přijímání závazných rozhodnutí rozdělování statků a závazků,“
- „vykonávání politické odpovědnosti.“

## Typologie
Nejfrekventovanější způsob určení politických režimů vychází ze čtyř pojetí, která jsou vždy rozdělena na dvě části. Jedná se o politické režimy:
- demokratické a autokratické,
- konsensuální (konsociační) a majoritní (westminsterské),
- parlamentní a prezidentské,
- autoritativní a totalitní.

Z tohoto základu, pak vycházejí další typologie režimů. Mezi rozhodující faktory pro určení politického režimu patří mechanismum[kdo?], jakým se ve státu dělí výkonná a zákonodárná moc a také charakter propojení, závislosti a vztahů mezi institucemi těchto dvou mocí. Na těchto principech se politické režimy dělí na:
- parlamentní režimy
  - A) podle vztahu vlády a parlamentu
    - s převahou vlády – premiérský parlamentarismus (silný ve Spojeném království, slabý v Německu)
    - s převahou zákonodárného sboru (Čtvrtá Francouzská republika)
    - stranický kontrolovaný parlamentarismus (přibližná rovnováha obou mocí)

  - B) podle vztahu premiéra k ostatním členům vlády (Sartori)
    - prvního nad nerovnými
    - prvního mezi nerovnými
    - prvního mezi rovnými
- prezidentské režimy
  - severoamerický prezidencialismus
  - jihoamerický prezidencialismus
- poloprezidentské režimy

Zvláštním typem je švýcarský konventní režim, jenž nestojí na dělbě moci, ale na principu jednoty státní moci prostřednictvím zákonodárného sboru – parlamentu, který disponuje jak legislativní tak i výkonnou mocí. Představuje tzv. vládu shromáždění.

### Srovnání obecných principů režimů
|                                        | parlamentní režim | prezidentský režim | poloprezidentský režim         |
| -------------------------------------- | ----------------- | ------------------ | ------------------------------ |
| Reálný držitel výkonné moci            | vláda             | prezident          | prezident a parlament          |
| Způsob volby prezidenta                | nepřímo/přímo     | přímo              | přímo                          |
| Reálný tvůrce vlády                    | parlament         | prezident          | prezident a parlament          |
| Co rozhoduje o trvání vlády            | důvěra parlamentu | vůle prezidenta    | důvěra prezidenta a parlamentu |
| Prezident politicky odpovědný          | není              | není               | není                           |
| Politická odpovědnost premiéra a vlády | před parlamentem  | —                  | před parlamentem a prezidentem |

## Nedemokratické režimy
V nedemokratických režimech není moc rozdělena do jednotlivých pilířů, ale drží ji mocenské centrum – diktátor, politická strana, kolegiální orgán (junta) či jiná entita. Nastolen je tak jednolitý charakter státní moci, jenž vytváří hierarchické vztahy nadřízenosti a podřízenosti (vertikální), místo komunikace horizontální.
Nedemokratický režim může maskovat svou podstatu formální existencí institucí typických pro demokratické státy (parlament, ústava, soudní soustava), které jsou bezvýznamné a neplní svou funkci.
omezení nedemokratickým režimem:
- Omezená politická plurarita
- Omezené lidská práva
- Omezená svoboda médií
- Omezená občanská participace
- Omezený nebo žádný politický particismus